# Sveučilište Notre Dame
Sveučilište Notre Dame je privatno je katoličko istraživačko sveučilište u američkom gradu South Bend, Indiana. Osnovao ga je 1842. godine francuski svećenik Edward Sorin. Ima najviše istraživačke klasifikacije američkih sveučilišta kao R1 sveučilište s "vrlo visokom istraživačkom aktivnošću". Na ljestvici se Notre Dame natječe s drugim elitnim sveučilištima poput Stanforda, Yalea i Dukea.
Od rujna 1955. do smrti, Ivan Meštrović je bio profesor i umjetnik u rezidenciji na Sveučilištu Notre Dame.

## Poznati studenti
- Condoleezza Rice
- Eric F. Wieschaus
- Jere Macura
- Kelvin Edward Felix
- Joe Montana